# Georg Eberhard von Solms
Graf Georg Eberhard von Solms (ndl: Everard van Solms; * 30. Juli 1563 in Hohensolms; † 2. Februar 1602 in Arnsberg in Westfalen) war Herr zu Münzenberg sowie Obrist im Achtzigjährigen Krieg.

## Herkunft
Seine Eltern waren Ernst von Solms-Hohensolms-Lich (* 17. August 1527; † 26. August 1590) und dessen Ehefrau Marguerite von Solms-Braunfels (* 1541; † 1594). Er holte zahlreiche Verwandte in niederländische Dienste. 

## Leben
Er erhielt seine Schulbildung zusammen mit seinem Vetter Johann Albert von Solms-Braunfels von 1576 bis 1580 in Straßburg. Bereits 1583 trat er in niederländische Kriegsdienste. Im Jahr 1587 erhielt er das Oberkommando über alle Truppen in Seeland. Es war eine schwierige Zeit, in der englische Söldner die Schanzen bei Zütphen und Stadt Deventer verrieten. Damit war er Kommandeur der von Seeland bezahlten Truppen in der Armee des Prinzen Moritz, den er in den nächsten Jahren unterstützte. Im Jahr 1588 verteidigte er erfolgreich die Insel Tholen gegen die Spanier. 1589 konnte er das belagerte Heusden mit Proviant versorgen, woraufhin der Herzog von Parma die Belagerung aufheben musste. Im Jahr 1590 befand er sich bei den Prinzen Moritz und Johann von Nassau bei der Belagerung von Breda. Bei der Eroberung von Zutphen im Jahr 1591 führte er acht Fähnlein, ebenso bei der Eroberung von Deventer. Er kam danach zur Verteidigung von Knodsenburg. Als Moritz 1591 die Stadt Hulst eroberte, wurde Solms zum Gouverneur ernannt. Die Stadt deckte die Zugänge nach Seeland und Antwerpen. Er war an der Einnahme von Nimwegen beteiligt sowie am 25. Juni 1593 am Sturm auf Gertruidenburg. 1594 warb er ein eigenes Regiment, mit dem er sich der Armee des Prinzen Moritz anschloss. 1595 heiratete er, wurde aber im Dezember 1595 bei der Belagerung von La Fere schwer verletzt.
Der strategisch wichtige Punkt Hulst wurde 1596 von den Spaniern unter Erzherzog Albrecht von Österreich belagert. Solms musste sich nach zwei Monaten ergeben, alle Außenwerke war zerstört und die Wälle hatten bereits mehrere Breschen. Nach Unterhandlungen konnte er mit allen Waffen und Fahnen abziehen, aber Solms war durch einen Schuss in die Hüfte schwer verletzt. Die Seeländer warfen Solms vor, sich nicht genügend angestrengt zu haben, aber Prinz Moritz verteidigte ihn und so blieb er in holländischen Diensten. Solms kämpfte dann wieder 1597 in der Schlacht von Turnhout (1597), außerdem wurde er General des Ober-Rheinischen Kreises, blieb aber weiter in niederländischen Diensten. 1598 war sein Ruhm bis zum Reichstag gedrungen, er sollte dort Reichsgeneralfeldhauptmann werden. Aber der Kaiser wollte keinen evangelischen und auch keinen, der gegen seine spanischen Verbündeten kämpfte. 1600 glückte ihm dann die Eroberung der spanischen Alberts-Schanze vor Ostende, anschließend führte er das Zentrum der holländischen Armee in der Schlacht von Nieuwpoort. Anschließend befand er sich wieder bei der Armee des Prinzen.
Im Jahr 1602 reiste er zur Werbung nach Westfalen. Dort erkrankte er und starb im Februar in Arnsberg.

## Familie
Solms heiratete am 4. März 1595 in Delft Sabina van Egmont (* 1562; † 21. Juni 1614), eine Tochter des Lamoral von Egmond. Die Ehe blieb kinderlos.